# Discographie de Laidback Luke
Cet article présente la discographie de Laidback Luke.

## Discographie

### Sous Laidback Luke

#### DJ Mixes
- 2003 : Windmill Skill  Pays-Bas no 59[1]
- 2007 : Afterdark Volume 03 (avec Roger Sanchez)
- 2008 : Ibiza Closing Party
- 2008 : Stealth Live!
- 2010 : Super You & Me - Vol. 01 (feat. Avicii)
- 2011 : Cream Ibiza: Super You & Me
- 2013 : Mixmash Takeover (avec Blasterjaxx)

#### Singles
- 1995 : Act The Fool / Flava
- 1997 : Phantazee / This Reality
- 1997 : Public Domain / We All Agree
- 1998 : Double 0 / M-See
- 1998 : Music's Always On My Mind
- 1998 : Such A Dreamer / En Route
- 2000 : Rocking With The Best
- 2001 : Spacefunk / Allstar Atlantic
- 2002 : Popmusic (feat. Jay Underground)
- 2003 : Celebrate Us (feat. Max Milo)
- 2003 : We Can Not Get Enough
- 2004 : F*ck The Revolution / Pass The Fury
- 2004 : More Than Special (avec Pimsmit.com)
- 2006 : Goes Buster (avec Princess Superstar)
- 2006 : Otherwize Then (avec Steve Angello)
- 2007 : Hot Hot Hotter / Molotov
- 2007 : Killing the Kitchen / Back 2 Return
- 2007 : Showrocker
- 2007 : Housetrap
- 2007 : Hypnotize (feat. Stephen Granville)
- 2007 : Get Dumb (avec Axwell & Steve Angello & Sebastian Ingrosso)
- 2007 : Start Me Up / Down With the Mustard
- 2007 : Ambition (avec DJ DLG)
- 2007 : Be (avec Steve Angello)
- 2007 : Rocking With The Best 2007 (feat. MC Goodgrip)
- 2007 : Housetrap / We Rock Da House
- 2007 : Break Down the House
- 2008 : Humanoidz (avec Tom de Neef)
- 2008 : Generation Noise (avec Roman Salzge feat. Boogshe)
- 2008 : It (vs. Steve Angello & Sebastian Ingrosso)
- 2008 : Show (avec Tom Stephan feat. Romanthony)
- 2008 : Chaa Chaa (avec Sebastian Ingrosso)
- 2008 : Shake It Down (avec A-Trak)
- 2008 : Show Me Love (avec Steve Angello feat. Robin S)
- 2009 : Leave the World Behind (avec Axwell & Sebastian Ingrosso & Steve Angello feat. Deborah Cox)
- 2009 : Hey! (avec Diplo)
- 2009 : I Need Your Loving
- 2009 : My G.O.D. (Guns On Demo)
- 2009 : Shine Your Light / Step By Step (avec Gregor Salto feat. Mavis Acquah)
- 2009 : Blau! (avec Lee Mortimer)
- 2010 : Blogger
- 2010 : Indestructible (avec Robyn)
- 2010 : Timebomb (feat. Jonathan Mendelsohn)
- 2010 : Till Tonight (feat. Jonathan Mendelsohn)
- 2011 : Turbulence (avec Steve Aoki feat. Lil Jon)
- 2011 : Mortal Comeback (feat. Lady Bee)
- 2011 : Natural Disaster (vs. Example)
- 2011 : Who's Wearing the Cap (avec Sander van Doorn)
- 2012 : Strobelight (avec Lee Mortimer)
- 2012 : Speak Up (feat. Wynter Gordon)
- 2012 : Trilogy (avec Norman Doray & Arno Cost)
- 2012 : 1234 (feat. Chuckie & Martin Solveig)
- 2012 : We Are the Stars (feat. Martel)
- 2012 : Night Like This (avec Angger Dimas feat. Polina)
- 2012 : Turn Up the Radio (vs. Madonna feat. Far East Movement)
- 2013 : Dynamo (avec Hardwell)
- 2013 : Pogo (feat. Majestic)
- 2013 : More (avec Dimitri Vegas & Like Mike
- 2013 : Blow (avec Martin Solveig)
- 2013 : Mufasa (avec Peking Duk)
- 2014 : Collide (avec Project 46 feat. Collin McLoughlin)
- 2014 : My G.O.D. 2014
- 2014 : Flashing Lights (avec D.O.D.)
- 2014 : We're Forever (avec Marc Benjamin feat. Nuthin' Under A Million)
- 2014 : Bae (feat. Gina Turner)
- 2014 : Stepping to the Beat
- 2014 : Go (avec Uberjack'd)
- 2014 : Memories (avec Project 46)
- 2014 : S.A.X. (avec Tujamo)
- 2015 : Rocking With The Best 2k15 (feat. Goodgrip)
- 2015 : Beat of the Drum (avec Angger Dimas feat. Mina)
- 2015 : XXX (avec Shelco Garcia & Teenwolf)
- 2015 : Outer Space (XXX) (avec Shelco Garcia & Teenwolf feat. Kris Kiss)
- 2015 : Snap That Neck (avec Chocolate Puma)
- 2015 : Get It Right (avec Moska feat. Terri B!)
- 2015 : Let It Go (feat. Trevor Guthrie)
- 2016 : The Chase (avec GTA feat. Aruna)
- 2016 : Move to the Sound (avec Afrojack feat. Hawkboy)
- 2016 : Front 2 the Back (avec Mike Cervello)
- 2016 : Fcukin Beats (avec Twoloud)
- 2016 : To the Beat (avec Yves V feat. Hawkboy)
- 2016 : Promiscuous (avec Will Sparks feat. Alicia Madison)
- 2016 : Mad Man (avec Kura)
- 2017 : XOXO (avec Ralvero feat. Ina)
- 2017 : Rompe (avec Juyen Sebulba vs. Shelco Garcia & Teenwolf)
- 2017 : Paradise (avec Made In June feat. Bright Lights)
- 2017 : With Me (avec Florian Picasso feat. Tania Zygar)
- 2017 : Like This (avec Konih)
- 2017 : Rise (avec Mark Villa)
- 2018 : It's Time (avec Steve Aoki feat. Bruce Buffer)
- 2018 : Milkshake (Better Than Yours) (avec Ale Mora feat. Shermanology)
- 2018 : We Are One (avec Jewelz & Sparks feat. Pearl Andersson)
- 2019 : Oh Yes (Rockin' With The Best) (avec Keanu Silva)
- 2019 : Party Starter (avec Mark Bale)
- 2019 : Keep On Rockin'  (avec Pyrodox)
- 2019 : Bam Bam (avec Raven & Kreyn)
- 2019 : Make That Thang Go (avec Unity)
- 2020 : Can't Hold My Tongue (feat. SXMSON)
- 2020 : Bass Test (avec Mark Bale)
- 2020 : Hot Sauce (avec Funky Craig)
- 2020 : The Illest (avec Swanky Tunes)
- 2020 : We Found Love (avec Steff Da Campo)
- 2020 : U Don't (avec Domastic)
- 2020 : Heart on My Sleeve (avec Gattüso feat. Sarah Reeves)
- 2020 : Rolling Stone (feat. David Gonçalves)
- 2020 : Dance It Off (feat. Ally Brooke)
- 2021 : Good Again (feat. Shiah Maisel)
- 2021 : Whistle (avec Tribbz feat. Bertie Scott)
- 2021 : If There Is Love (avec Raphi)
- 2021 : Cielo (avaec BLVD)
- 2021 : Kong (avec Carta)
- 2021 : Over & Over (avec Rak-Su)
- 2021 : Call It House (avec Djs from Mars)
- 2021 : Home Alone (avec Lost Boy & Dubdogz)
- 2021 : Never Alone (avec Gattüso)
- 2022 : Brand New (avec Teez)
- 2022 : Flexin'  (avec Eva Simons)
- 2022 : Sober (avec Richard Judge)
- 2022 : Ponme Loco (avec Gian Varela feat. Melfi)
- 2022 : Weekend on a Tuesday (avec R3hab)
- 2022 : Late Night (feat. Isabèl Usher)
- 2022 : Got Me Hypnotized (avec Sunnery James & Ryan Marciano & Ed Graves)
- 2023 : Could You Be the One (avec Katy Alex)
- 2023 : Bad Love (avec Sevenn & Eva Simons)
- 2023 : All I Own (avec Mutya Byena)
- 2023 : Waiting For U (avec Raphi)
- 2023 : Hello (avec Vinne & Beauz feat. RayRay)
- 2023 : Moonlight (avec Gattüso feat. Antrex)
- 2023 : TikTak (avec Öwnboss & Kapuzen)
- 2023 : Todo Mucho (avec Sevek & Eva Simons)

#### Remixes
1996
- Green Velvet - The Stalker (Laidback Luke Remix)
- Moodyman - Don't Be Misled! (Laidback Luke Remix)
- H2O feat. Billie - Nobody's Business (Luke's SLK Remix / Luke's Laidback Remix)
- Dubbing Double - X-5 (Laidback Luke Remix)
- Underground Baseheads - Bit Of Love (Laidback Luke Remix)
- Heavy Weather - Love Can't Turn Around (Laidback Luke Loud Flava Remix)
- T-Ragga - Lo-Lo (Laidback Luke Floorfiller Remix / Full Flava Remix)

1997
- Green Velvet - Land Of The Lost (Laidback Luke Remix)
- 4th Measure Men - The Keep (Laidback Luke Remix)
- Victor Calderone - Give It Up (Laidback Luke Remix)
- Tata Box Inhibitors - Ribosomal (Laidback Luke's Hard-Tribe Remix)
- The Pussycuts - I Know What I Like (Laidback Luke Remix)
- Logique - Vuture Shoque (Laid Back Luke Remix)
- Dubbing Double - The Drill (Laidback Luke Remix)
- Lambda - Hold On Tight (Laidback Luke Remix)
- Denki Groove - Asunaro Sunshine (Laidback Luke Remix)
- Protein Boy - Disco Screw (Laidback Luke Remix)
- Mel O'Ween - The King (Laidback Track Mix)
- Duke - Womanchild (Laidback Luke Remix)

1998
- Damon Wild & Tim Taylor - Bang The Acid (Laidback Luke Remix)
- F-Action - Thanks To You (Laidback Luke Dub)
- DJ Argonic - Adobes (Laidback Luke Remix)
- Tribes Of Krom - Blue Outlines (Laidback Luke Remix)
- Da Goose - Materialistik (Stormtroopa Remix by Laidback Luke)
- DJ Hyperactive - Wide Open (Laidback Luke Remix)
- Hole In One - (Let's) Ride The Moon (Laidback Luke Remix)
- Lisahall - I Know I Can Do It (Laidback Luke 156 Mix)
- Patrick Lindsey - Sax Attack (Laidback Luke 156 Mix)
- Jaydee - Reste Chez Moi (Laidback Clubmix)
- Stone Factory - New Sunset (Groove Alert Mix by Laidback Luke)
- Masque - Secret Weapon (Laidback Luke Remix)
- Laidback Luke - Music's Always On My Mind (Laidback Luke's Scratch Obsession Mix)

1999
- Lexicon - Don't Give The Love (Laidback Luke 156 Mix)
- L.S.G. - Quick Star (Laidback Luke's Housetechmania Remix)
- Angel Alanis - Tunnel Vision (Laidback Luke's Vision)
- Co-Fusion - Zit'r Bug (Laidback Luke's Iso-Stardom Remix)
- René et Gaston - Soirée Dansante (Laidback Luke Remix)
- Loona - Composition With Wood III (Laidback Luke Remix)
- Colourful Karma feat. Terra Deva - For The Music (Laidback Luke's Groove Alert Mix)
- Dubbing Double - Keep It Going (Laidback Luke Remix)
- Gary Blade - Gimme Your Love (Laidback Luke 156 Mix)

2000
- Jark Prongo - Rocket Base (Laidback Luke Remix)
- Junior Sanchez feat. Dajae - B With U (Laidback Luke Remix)
- Superfunk feat. Everis Pellius - Last Dance (And I Come Over) (Laidback Luke Remix)
- Big Ron - Let The Freak (Laidback Luke Remix)

2002
- Floris - One More Day (Fllirt Remix by Laidback Luke)
- Villanord - Futurescope (Laidback Luke's "Rockanthem" Remix)
- Damon Wild & Tim Taylor - Bang The Acid (Laidback Luke Remix)

2003
- Patrick Alavi - Quiet Punk (Laidback Luke Remix)
- Steve Angello - Voices (Laidback Luke's "Ready To Pop" Remix)
- Riot Society - Understand Me (Luke's Ladylover Mix)
- MURK - Believe (Laidback Luke's "Father Figure" Remix)
- Superchumbo - This Beat Is (Laidback Luke Remix)
- Daft Punk - Crescendolls (Laidback Luke Remix)
- Soulvation - Deeper (Laidback Luke Remix)

2004
- Don Diablo - Fade Away (Round & Round) (Laidback Luke Remix)
- Jaimie Fanatic - B-Boy Stance (Laidback Luke Remix)
- Steve Angello & Dave Armstrong - Groove In You (Laidback Luke Remix)

2005
- The Original Soundtrack - Everything's Alright (Laidback Luke Remix)
- The Funk Monkeys - Don't You Love It? (Laidback Luke Remix)
- Superwow - Leave I Pants (Laidback Luke Remix)
- Overklash - First Action Hero (Laidback Luke "True To The Punk" Remix)
- MYPD - You're Not Alone (Laidback Luke Remix)

2006
- Grooveyard - Mary Go W!ld! (Laidback Luke Remix)
- Tom De Neef - Sweat (Laidback Luke Remix)
- Steve Angello & Laidback Luke - Otherwize Then (Laidback Luke Remix)
- Pete Philly & Perquisite - Cocksure (Laidback Luke Remix)
- Roger Sanchez - Again (Laidback Luke Remix)
- Who's Who? - Sexy F**k (Laidback Luke Remix)
- Hardrox - Feel The Hard Rock (Laidback Luke Remix)
- Whelan & Di Scala - Love Comes Quickly (Laidback Luke Remix)
- Another Chance - The Sound Of Eden (Laidback Luke Remix)

2007
- Dada Life - The Great Fashionista Swindle (Laidback Luke Remix)
- Microfunk - Pecan (Laidback Luke Remix)
- Alex Gaudino feat. Crystal Waters - Destination CalabriaLaidback Luke Remix)
- Denis Naidanow - Ascension (Laidback Luke Remix)
- Jaimie Fanatic - Found More (Laidback Luke Remix)
- Another Chance - Everytime I See Her (Sound Of Eden) (Laidback Luke Vocal)
- Roger Sanchez - Again (Laidback Luke Remix)
- TV Rock vs Dukes Of Windsor - The Others Laidback Luke Remix)
- DJ DLG & Laidback Luke - Ambition (Laidback Luke Remix)
- Treat Brothers - Tears (Laidback Luke Remix)
- David Guetta feat. Cozi - Baby When The Light (Laidback Luke Remix)
- Bellatrax feat. Sophia May - I Can't Help Myself (Laidback Luke Bella Dub Mix)
- David Jordan - Place In My Heart (Laidback Luke Remix)
- Wideboys feat. Clare Evers - Bomb The Secret (Laidback Luke Remix)
- Matik - Dance It Off 2007 (Laidback Luke Muffing Remix)
- Juice String - Sex Weed (Laidback Luke Remix)
- Tom Stephan & Martin Accorsi - Erupt (Laidback Luke Remix)
- Blake & Monroe - Sick Of Hearing Love Songs (Laidback Luke Remix)
- Jaydee - Plastic Dreams (Laidback Luke Bootleg)

2008
- Paul Johnson - Get Get Down (Laidback Luke Remix)
- Azzido Da Bass - Dooms Night (Laidback Luke Remix)
- Nightcrawlers - Push the Feeling On (Laidback Luke's Stealth Rebeats)
- Hervé feat. Plastic Little - Cheap Thrills (Laidback Luke Remix)
- Michael Jackson - Thriller (Laidback Luke Dub)
- Buy Now! - Body Crash (Laidback Luke Remix)
- Natalie Williams - U Don't Know (Laidback Luke Remix)
- David Guetta feat. Tara McDonald - Delirious (Laidback Luke Remix)
- Jukey feat. Sway - The Way We Go (Laidback Luke Remix)
- TV Rock feat. Rudy - Been A Long Time (Laidback Luke Remix)
- Steve Angello - Gypsy (Laidback Luke Remix)
- Underworld - Ring Road (Laidback Luke Remix)
- The Black Ghosts - Repetition Kills You (Laidback Luke Remix)
- Martin Solveig feat. Lee Fields - I Want You (Laidback Luke Remix)
- Roger Sanchez feat. Terri B - Bang That Box (Laidback Luke Remix)
- Hervé feat. Plastic Little - Cheap Thrills (Laidback Luke Remix)
- Madonna vs Dirty South - 4 Minutes To Let It Go (Laidback Luke Bootleg)
- Joachim Garraud - Are U Ready (Laidback Luke Remix)
- Treasure Fingers - Cross The Dancefloor (Laidback Luke Remix)
- Bob Sinclar - Gym Tonic (Laidback Luke Bootleg)
- Chromeo - Fancy Footwork (Laidback Luke Remix)
- Beyoncé - Me, Myself and I (Laidback Luke Bootleg)
- Coldplay - Viva La Vida (Laidback Luke Bootleg)
- Tocadisco feat. Meral Al-Mer - Streetgirls (Laidback Luke Remix)
- Surkin - White Knight Two (Laidback Luke Remix)
- The Tough Alliance - Neo Violence (Laidback Luke Remix)
- Zombie Nation - Kernkraft 400 (Laidback Luke Bootleg)
- Dominatorz - Do You Love Me (Laidback Luke Remix)
- Daft Punk - Teachers (LBL Rework)
- Dada Life - Rubber Band Boogie (Laidback Luke Remix)
- Ray Parker, Jr. - Ghostbusters (Laidback Luke Remix)
- Will Smith - Miami (Laidback Luke Bootleg)

2009
- Mylo - Drop The Pressure (Laidback Luke Remix)
- Notorious B.I.G. feat. Puff Daddy & Mase - Mo Money Mo Problems (Laidback Luke Bootleg)
- David Guetta feat. Kelly Rowland - When Love Takes Over (Laidback Luke Remix)
- Weird Science - Haus Of Cards (Laidback Luke Remix)
- Nas - Made You Look (Laidback Luke Bootleg)
- Tiësto & Sneaky Sound System - I Will Be Here (Laidback Luke Remix)
- Yazoo - Don't Go 2009 (Laidback Luke Remix)
- MSTRKRFT feat. John Legend - Heartbreaker (Laidback Luke Remix)
- Junior Sanchez feat. Good Charlotte - Elevator (Laidback Luke Remix)
- Avicii - Ryu (Laidback Luke Edit)
- The Black Eyed Peas - I Gotta Feeling (Laidback Luke Remix)
- Dizzee Rascal feat. Chrome - Holiday (Laidback Luke Remix)
- Depeche Mode - Fragile Tension (Laidback Luke Remix)
- Martin Solveig feat. Dragonette - Boys & Girls (Laidback Luke Remix)
- The Partysquad feat. Doyle Bramhall II & Erykah Badu - What You Live For (Laidback Luke Remix)
- Sandro Silva - Prom Night (Laidback Luke Remix)
- Laidback Luke & Gregor Salto feat. Mavis Acquah - Step By Step (Laidback Luke Bigroom Mix)

2010
- System F - Out of the Blue 2010 (Laidback Luke Remix)
- Robyn - Indestructible (Laidback Luke Remix)
- Calvin Harris - You Used to Hold Me (Laidback Luke Remix)
- Moby - Wait For Me (Laidback Luke Remix)
- Tiësto - Flight 643 (Laidback Luke 2010 Rework)
- Kissy Sell Out - Garden Friends (Laidback Luke Edit)
- Robbie Rivera - Rock The Disco (Laidback Luke Remix)
- Alan Made - Show You How (Laidback Luke Remix)
- Wynter Gordon - Dirty Talk (Laidback Luke Remix)
- Carte Blanche feat. Kid Sister - Do! Do! Do! (Laidback Luke Remix)
- Loona - Track 7 (Laidback Luke Remix)
- iSquare - Hey Sexy Lady (Laidback Luke Remix)
- Major Lazer feat. Vybz Kartel & Nebat Drums - Pon de Floor (Laidback Luke Remix)
- Lenny Kravitz - Are You Gonna Go My Way (Laidback Luke Bootleg)
- Swedish House Mafia vs. Tinie Tempah - Miami 2 Ibiza (Laidback Luke Remix)
- Christina Aguilera - Not Myself Tonight (Laidback Luke Remix)

2011
- Benny Benassi feat. Gary Go - Cinema (Laidback Luke Remix)
- Skream feat. Sam Frank - Where You Should Be (Laidback Luke Remix)
- Bad Boy Bill feat. Eric Jag - Got That Feeling (Laidback Luke Remix)
- Jump Jump Dance Dance - 2.0 (Laidback Luke Remix)
- Katy Perry - Last Friday Night (T.G.I.F.) (Laidback Luke Remix)
- GTA feat. Zashanell - U & I (Laidback Luke Remix)
- Alice Deejay - Better Off Alone (Laidback Luke Remix)
- Laidback Luke vs. Example - Natural Disaster (Laidback Luke Dub)
- Pitbull feat. Marc Anthony - Rain Over Me (Laidback Luke Remix)
- Patric La Funk feat. Grace Regine - Time And Time Again (Laidback Luke Edit)
- Avesta & B Valley - Dutchano (Laidback Luke Edit)
- Anjulie - Brand New Bitch (Laidback Luke Remix)
- Laura LaRue - Un Deux Trois (Laidback Luke Remix)
- Taio Cruz feat. Flo Rida - Hangover (Laidback Luke Remix)
- Chris Lake - Sundown (Laidback Luke Remix)

2012
- Felix Cartal feat. Polina - Dont Turn On the Lights (Laidback Luke Remix)
- David Guetta feat. Nicki Minaj - Turn Me On (David Guetta & Laidback Luke Remix)
- Aaron Smith feat. Luvli - Dancin' (Laidback Luke Remix)
- Laidback Luke feat. Wynter Gordon - Speak Up (Laidback Luke Dub Mix)
- Madonna feat. M.I.A. & Nicki Minaj - Give Me All Your Luvin' (Laidback Luke Remix)
- Dragonette - Let It Go (Laidback Luke Remix)
- Kerli - Zero Gravity (Laidback Luke Remix)
- Tiësto & Mark Knight feat. Dino - Beautiful World (Laidback Luke Remix)
- Sub Focus feat. Alice Gold - Out the Blue (Laidback Luke Remix)
- Congorock & DJ Daaar - Ivory (Laidback Luke Edit)
- Martel - Ricochet (Laidback Luke Remix)
- Savoy & Heather Bright - We Are the Sun (Laidback Luke Remix)
- Rita Ora - How We Do (Party) (Laidback Luke Remix)
- Steve Aoki feat. Lil Jon & Chiddy Bang - Emergency (Laidback Luke Remix)
- Karmin - Hello (Laidback Luke Remix)
- Madonna feat. Far East Movement - Turn Up the Radio (Laidback Luke Remix)
- Mariah Carey - Triumphant (Get 'Em) (Laidback Luke Remix / Club Mix / Dub Mix)
- Austin Leeds feat. Jaeson Caesar - Close Your Eyes (Laidback Luke Remix)
- Sato Goldschlag feat. Wynter Gordon - Hey Mr. Mister (Laidback Luke Remix)
- Skrillex & Damian Marley - Make It Bun Dem (Laidback Luke Remix)
- Yolanda Be Cool - Before Midnight (Laidback Luke Remix)
- Chuckie & Junxterjack - Make Some Noise (Laidback Luke Remix)

2013
- Wallpaper. - Good 4 It (Laidback Luke Goes Melbourne Remix)
- Martin Solveig & The Cataracs feat. Kyle - Hey Now (Laidback Luke Remix)
- Robin Thicke feat. T.I. & Pharrell - Blurred Lines (Laidback Luke Remix)
- The Shapeshifters - Chime (Laidback Luke Remix)
- Calvin Harris feat. Ayah Marar - Thinking About You (Laidback Luke Remix)
- Pullover - Pullover (Laidback Luke Remix)
- Alexander Technique & Disco Killah feat. Luca Masini - Skyscraper (Laidback Luke Remix)
- Enrique Iglesias - Turn the Night Up (Laidback Luke Remix)
- Donna Summer - MacArthur Park (Laidback Luke Remix)
- Promise Land feat. Alicia Madison - Sun Shine Down (Laidback Luke Edit)

2014
- Timeflies - All The Way (Laidback Luke Bounce Remix)
- Invalyd feat. Jonny Rose - Let Your Heart Go (Laidback Luke Edit)
- Laidback Luke - My G.O.D. (Laidback Luke 2014 Edit)
- Jenaux feat. Jared Lee - Turn Your World Around (Laidback Luke Edit)
- Franko Ovalles feat. Jaime Vinas - Mad Love (Laidback Luke Remix)
- Fatboy Slim presents Gregor Salto feat. Saxsymbol & Todorov - Samba do Mundo (Laidback Luke EDM Bootleg)
- Alex Metric feat. Stefan Storm - Heart Weighs A Ton (Laidback Luke 'Jack' Remix)
- Style of Eye & Lars Allertz - Love Looks (Laidback Luke Remix)
- Slider & Magnit vs. Robero feat. Louise Carver - Price You Pay (Laidback Luke Edit)

2015
- Kryoman - Loaded (Laidback Luke Remix)
- Laidback Luke feat. Goodgrip - Rocking With The Best (Laidback Luke 2k15 Mix)
- Jack Eye Jones - Story (Laidback Luke Remix)

2016
- Joey Beltram - - Together (Laidback Luke Remix)
- Timmy Trumpet - Mantra (Laidback Luke Edit)
- Max Vangeli & De Kibo - Feel The Music (Laidback Luke Remix)

2017
- Nytrix - Love Never Died (Laidback Luke Remix)

2018
- Kura - Lambo (Laidback Luke Remix)
- Armin van Buuren feat. Conrad Sewell - Sex, Love & Water (Laidback Luke Remix)
- Firebeatz - Ignite (Laidback Luke Remix)
- Tiësto & Dzeko featuring Preme & Post Malone - Jackie Chan (Laidback Luke Remix)
- Afrojack feat. Mightyfools - Keep It Low (Laidback Luke Remix)

2019
- Luke Burr - What You Won't Do For Love (Laidback Luke Remix)
- De Jeugd van Tegenwoordig - Let The Tits Out (Laidback Luke Remix)
- Calvin Harris & Rag'n'Bone Man - Giant (Laidback Luke Remix)
- Avicii feat. Aloe Blacc - SOS (Laidback Luke Tribute Remix)
- Afrojack & Jewelz & Sparks feat. Emmalyn - Switch (Laidback Luke Remix)
- Deorro & Henry Fong & Elvis Crespo - Pica (Laidback Luke Remix)
- Knife Party feat. Harrison - Death & Desire (Laidback Luke Remix)

2020
- Laidback Luke feat. SXMSON - Can't Hold My Tongue (Laidback Luke Dub)

2021
- Zach Heckendorf - Waves (Laidback Luke Remix)
- Illenium & Nurko feat. Valerie Broussard - Sideways (Laidback Luke Remix)
- Laidback Luke & Rak-Su - Over & Over (VIP Mix)

2022
- A-Trak - Cortez (Laidback Luke 1997 Remix)

### Sous d'autres noms

#### Riot Society (avec Junior Sanchez & Chris Rubix)
- 2003 : Understand Me

#### Highstreets (avec Marchand /Maarten Hoogstraten)
- 2005 : Don't Let Go

#### Nouveau Yorican (avec Gina Turner)

##### Singles
- 2009 : Boriqua
- 2010 : Jackit
- 2010 : Chiuso
- 2011 : Nueva
- 2013 : Diga Me (feat. Bear Who)

##### Remixes
- 2011 : Drop The Lime - Hot As Hell (Nouveau Yorican Remix)
- 2011 : Laidback Luke vs. Example - Natural Disaster (Nouveau Yorican Remix)

#### Dark Chanell
- 2021 : Sabotage